# Gola (langue)
Pour les articles homonymes, voir Gola.
 (novembre 2022).
La mise en forme du texte ne suit pas les recommandations de Wikipédia : il faut le « wikifier ».
Les points d'amélioration suivants sont les cas les plus fréquents. Le détail des points à revoir est peut-être précisé sur la page de discussion.
- Les titres sont pré-formatés par le logiciel. Ils ne sont ni en capitales, ni en gras.
- Le texte ne doit pas être écrit en capitales (les noms de famille non plus), ni en gras, ni en italique, ni en « petit »…
- Le gras n'est utilisé que pour surligner le titre de l'article dans l'introduction, une seule fois.
- L'italique est rarement utilisé : mots en langue étrangère, titres d'œuvres, noms de bateaux, etc.
- Les citations ne sont pas en italique mais en corps de texte normal. Elles sont entourées par des guillemets français : « et ».
- Les listes à puces sont à éviter, des paragraphes rédigés étant largement préférés. Les tableaux sont à réserver à la présentation de données structurées (résultats, etc.).
- Les appels de note de bas de page (petits chiffres en exposant, introduits par l'outil «  Source ») sont à placer entre la fin de phrase et le point final[comme ça].
- Les liens internes (vers d'autres articles de Wikipédia) sont à choisir avec parcimonie. Créez des liens vers des articles approfondissant le sujet. Les termes génériques sans rapport avec le sujet sont à éviter, ainsi que les répétitions de liens vers un même terme.
- Les liens externes sont à placer uniquement dans une section « Liens externes », à la fin de l'article. Ces liens sont à choisir avec parcimonie suivant les règles définies. Si un lien sert de source à l'article, son insertion dans le texte est à faire par les notes de bas de page.
- La présentation des références doit suivre les conventions bibliographiques. Il est recommandé d'utiliser les modèles {{Ouvrage}}, {{Chapitre}}, {{Article}}, {{Lien web}} et/ou {{Bibliographie}}. Le mode d'édition visuel peut mettre en forme automatiquement les références.
- Insérer une infobox (cadre d'informations à droite) n'est pas obligatoire pour parachever la mise en page.

Pour une aide détaillée, merci de consulter Aide:Wikification.
Si vous pensez que ces points ont été résolus, vous pouvez retirer ce bandeau et améliorer la mise en forme d'un autre article.
Le gola est une langue du Liberia et de la Sierra Leone parlée par environ 110 000 locuteurs vers 1990. Il était traditionnellement classé comme langue atlantique, mais ce classement n'est plus accepté dans les études plus récentes.

## Classification
Le gola n'est pas étroitement lié à d'autres langues et semble former sa propre branche de la famille des langues nigéro-congolaises. Cependant, le site Ethnologue répertorie le gola comme une langue Mel. Fields (2004) classe le gola comme une langue mel, qu'il considère comme la plus étroitement liée au bullom et au kissi.

## Répartition géographique
Le gola est parlé dans de vastes régions du Liberia. Il est pratiqué dans le comté de Gbarpolu, le comté de Grand Cape Mount et le comté de Lofa (entre le fleuve Mano et le fleuve Saint-Paul), ainsi que dans les régions intérieures du comté de Bomi et du comté de Montserrado. Ses dialectes sont le deng (todii), le kongba et le senje,.